# Volvo V60
De Volvo V60 is een auto van Volvo die in oktober 2010 werd geïntroduceerd op de Mondial de l'Automobile in Parijs. De V60 is de stationwagenvariant van de Volvo S60 II, die in maart 2010 gepresenteerd werd. Tot 2010 werd de Volvo S60 I min of meer beschouwd als de sedanvariant van de Volvo V70. Volvo plaatst met de introductie van de V60 een nieuwe stationwagen tussen de Volvo V50 en de V70. Op 21 februari 2018 werd de tweede generatie van de Volvo V60 onthuld. Deze generatie van de V60 is groter dan zijn voorganger en lijkt dichter naar de omvang van de Volvo V70 (2007-2016) te zijn gegaan. De Volvo V60 lijkt qua design sterk op de Volvo V90, S90 en XC90 (2016-heden) en de Volvo XC60 (2017-heden).

## Eerste generatie (2010-2018)

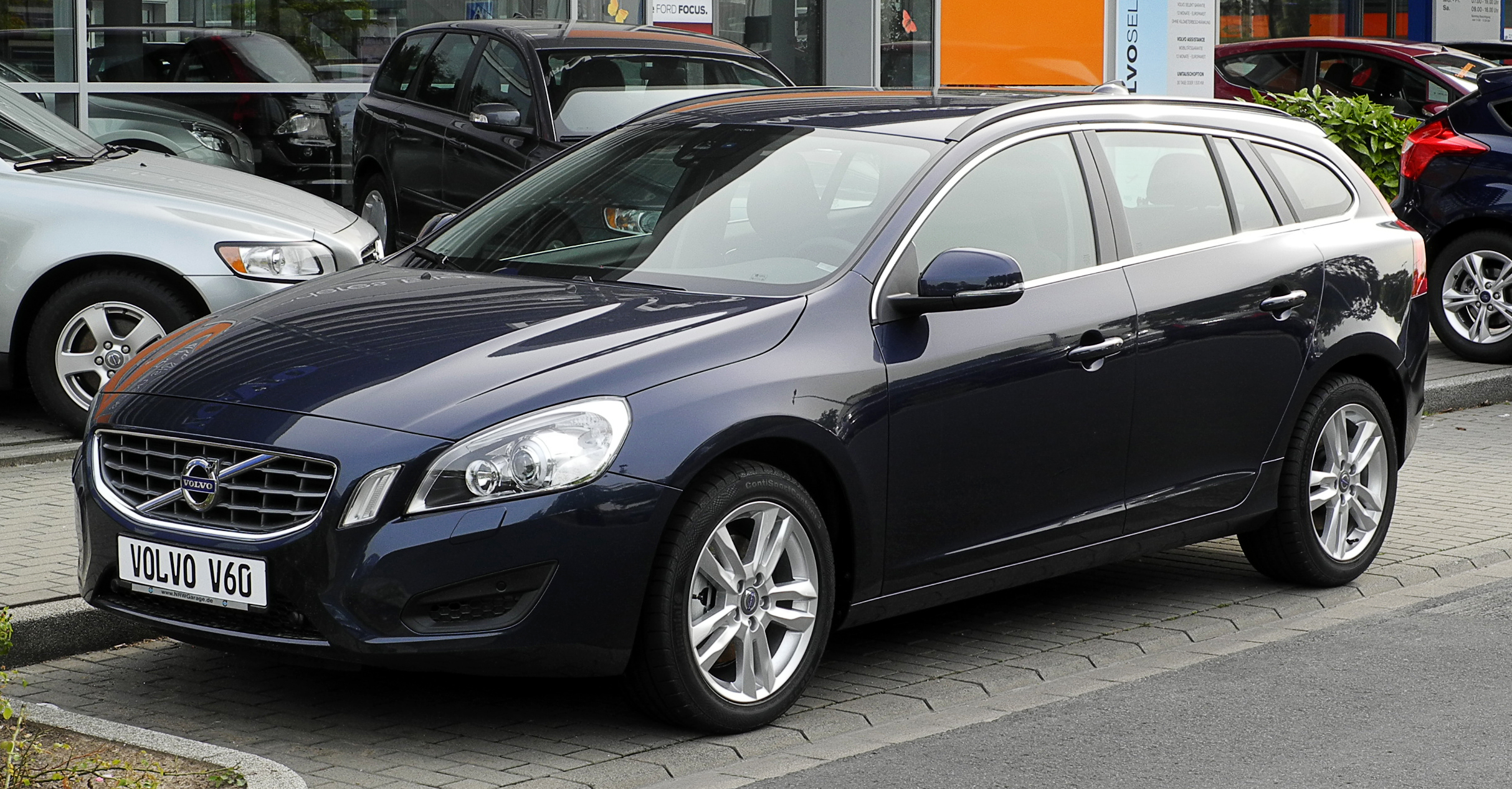
Volvo V60, vooraanzicht

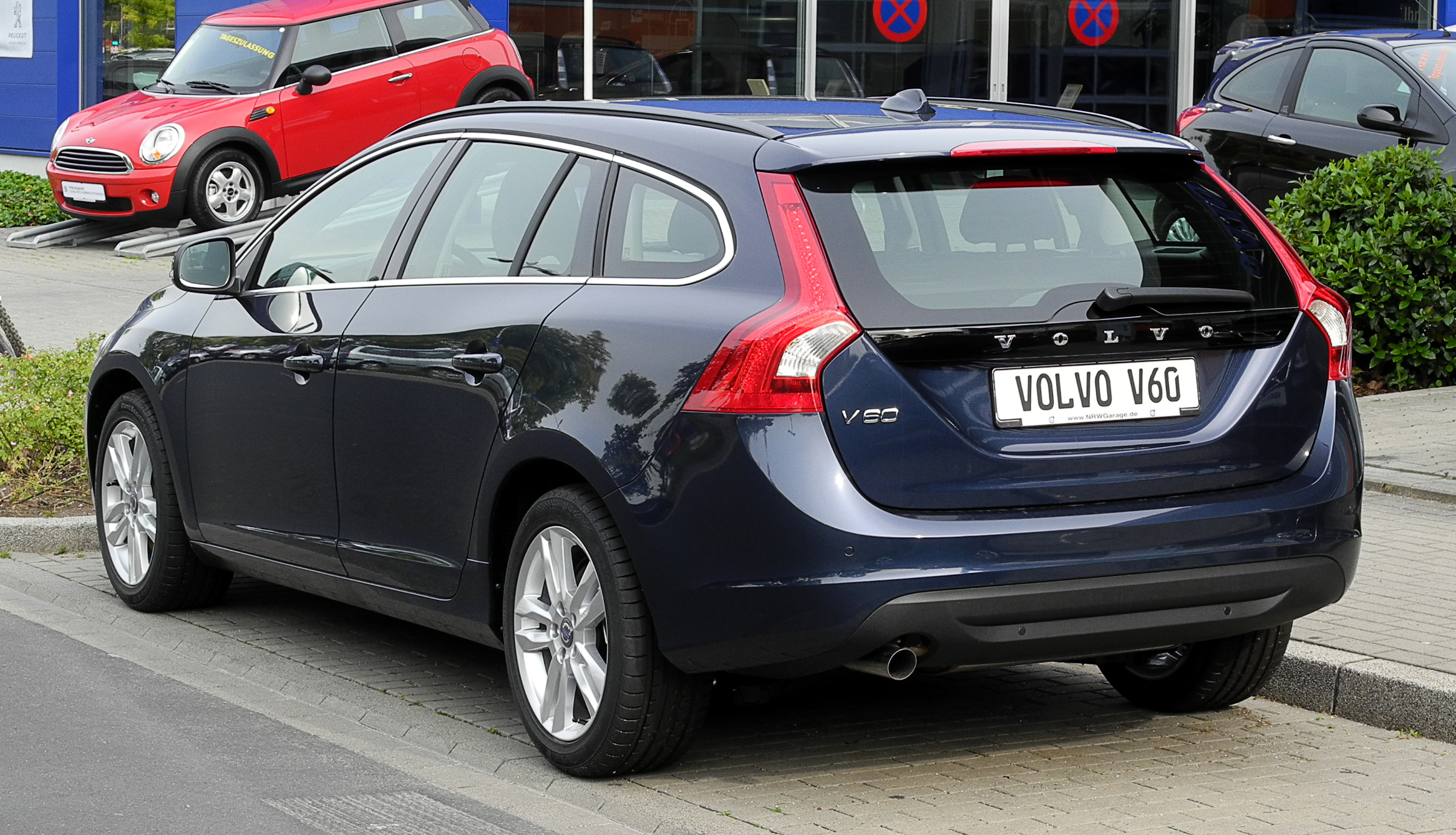
Volvo V60, achteraanzicht

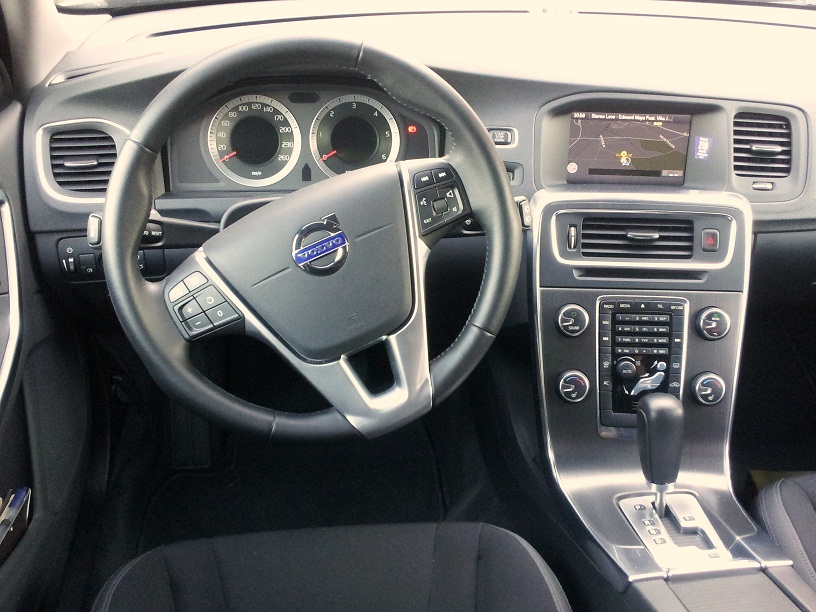
Interieur van de Volvo V60

### Techniek
De V60 is gebaseerd op het Ford EUCD-platform, dat ook voor de V70 / XC70, S60, XC60 en de S80 wordt gebruikt. Het Ford EUCD-platform vormt ook de basis voor verschillende auto's uit het Ford-concern (Ford Galaxy/ S-Max, Ford Mondeo) en voor de Mazda 6. Net als de Volvo S60 is de V60 standaard uitgerust met Volvo's City Safety-systeem, dat het voertuig automatisch tot stilstand kan brengen wanneer het tegen een andere auto of een stilstaand object dreigt te botsen.

### Hybride versie
Op de autosalon van Genève 2011 werd door Volvo een Diesel-Plug-in-hybride studie van de V60 getoond. Deze hybride auto zou een verbruik van 1,9 liter op 100 km en een CO2-uitstoot van 49 gram per 100 km kunnen behalen. In deze berekening is echter het leegrijden van de 12 kWh-accu meegenomen, die een actieradius van 50 km mogelijk maakt. Hierbij werd met een verbruik van 0 liter per 100 km gerekend. De hybride V60 is het resultaat van een samenwerking tussen Volvo en de Zweedse energieleverancier Vattenfall en is in 2012 op de markt verschenen.
Als basis voor de Plug-in-Hybride dient de als D5-motor bekende 2,4-liter-vijfcilinder-diesel. Aan deze motor is een elektromotor toegevoegd met een lithium-ion-accu. De dieselmotor alleen heeft 215 pk en 440 Nm koppel, die afgegeven worden aan de voorwielen. De elektromotor van Bosch drijft de achterwielen aan en zorgt voor een extra vermogen van 70 pk en 200 Nm extra koppel. Op deze manier heeft Volvo net als Peugeot en Citroën een gecombineerde vierwielaandrijving gerealiseerd.
De eerste oplage die voor Nederland bestemd werd was slechts 150 exemplaren groot. Hier komt de Plug-in-Hybride echter in aanmerking voor belastingvoordelen vanwege de lage CO2-uitstoot. Een groot aantal leaserijders plaatste dan ook een order. Mede vanwege de grote Nederlandse vraag voerde Volvo de productie op; voor 2014 zal deze op 10.000 stuks liggen.

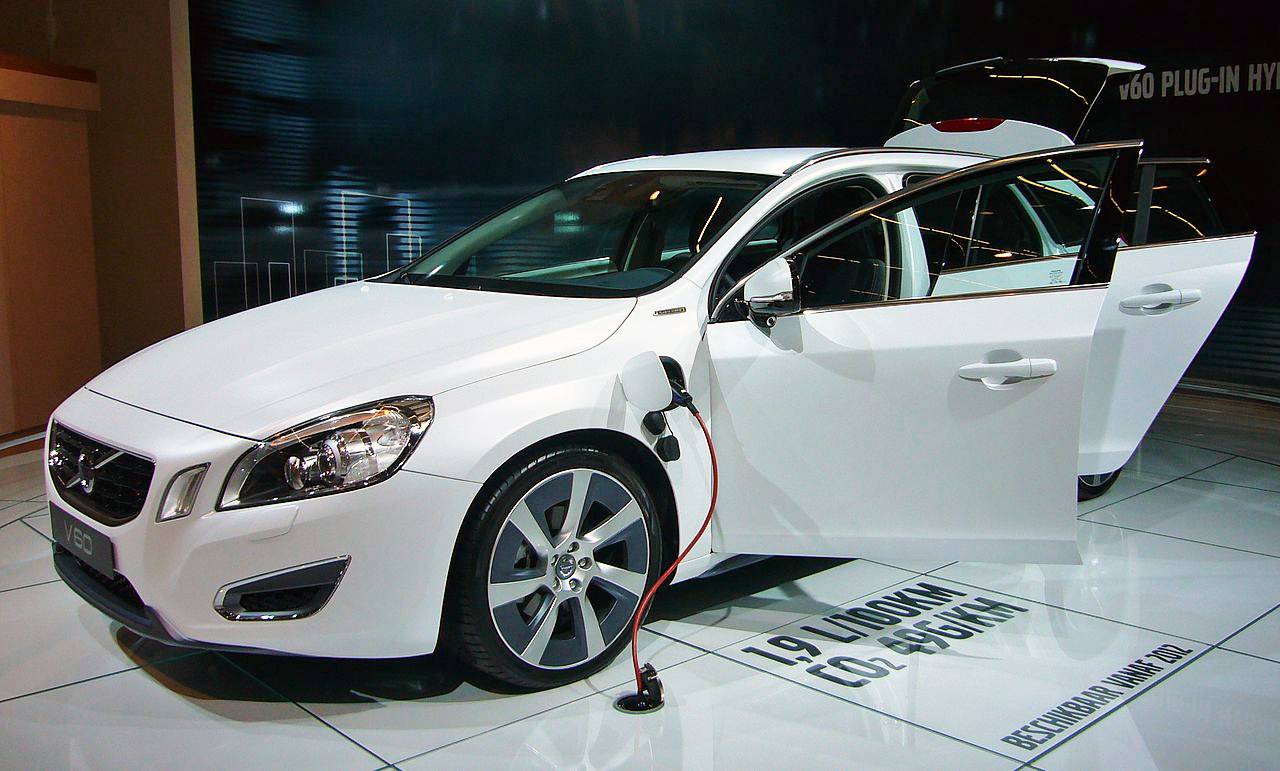
Volvo V60 Plug-in Hybrid

### Naamgeving
In maart 2015 kondigde Volvo een nieuwe uitvoering van de D5 aan, de Special Edition. Tegelijkertijd veranderde Volvo de naamgeving van Plug-In Hybrid naar Twin Engine, waardoor hybride V60 nu beschikbaar was als D5 Twin Engine en D6 Twin Engine, met de uitvoering "Special Edition" voor de D5 en "Momentum", "Summum" en "R-Design" voor de D6.

### Motoren
De motoren van de V60 zijn gelijk aan die van de S60, behalve een verschil in verbruik. De kleinere motoren hebben een hoger en de grote motoren een lager verbruik dan in de S60.

#### Modeljaar 2012
Sinds dit modeljaar hebben alle dieselmotoren en de meeste benzinemotoren een start-stopsysteem aan boord. Tevens zijn de D3- en D5-dieselmotoren zuiniger geworden door gebruikmaking van lichtere materialen en een verbeterde opbouw van de motor. De D3-motor heeft een andere turbolader gekregen. De D5-motor heeft zelfs 10 pk vermogen en 20 Nm koppel extra gekregen.

#### Modeljaar 2014
Voor modeljaar 2014 werd de V60 samen met de S60 gefacelift, bijvoorbeeld dat de koplampen uit een geheel bestaan. Ook is de grille iets breder dan voorheen. Nieuw is Sensus Connect, een nieuwer Volvo-navigatiesysteem, dat ook toegang biedt tot onlinediensten. Het veiligheidspakket werd uitgebreid met zaken als automatisch geregeld grootlicht en een rijbaanassistent die tegenstuurt als de auto de rijbaan dreigt te verlaten. In 2015 verscheen een Cross Country-model van de V60.
| Motortype                                                 | Ottomotor                        | Ottomotor                        | Ottomotor                        | Ottomotor                        | Ottomotor                    |
| --------------------------------------------------------- | -------------------------------- | -------------------------------- | -------------------------------- | -------------------------------- | ---------------------------- |
| Volvo V60                                                 | T3                               | T4                               | 2.0T                             | T5                               | T6 AWD                       |
|                                                           | sinds 11-2010                    | sinds 11-2010                    | 04-2010 tot 05-2011              | sinds 11-2010                    | sinds 04-2010                |
| Cilinderaantal                                            | 4-in-rij                         | 4-in-rij                         | 4-in-rij                         | 4-in-rij                         | 6-in-rij                     |
| Cilinderinhoud                                            | 1595 cm³                         | 1595 cm³                         | 1999 cm³                         | 1999 cm³                         | 2953 cm³                     |
| Vermogen bij 1/min                                        | 110 kW (150 pk)/ 5700            | 132 kW (180 pk)/ 5700            | 149 kW (203 pk)/ 6000            | 176 kW (240 pk)/ 5500            | 224 kW (304 pk)/ 5400        |
| Koppel bij 1/min                                          | 240 Nm bij 1600–4000             | 240 Nm bij 1600–5000             | 300 Nm bij 1750–4000             | 320 Nm bij 1800–5000             | 440 Nm bij 2100–4200         |
| Versnellingsbak Standaard                                 | 6-versnellingsbak-handgeschakeld | 6-versnellingsbak-handgeschakeld | 6-versnellingsbak-handgeschakeld | 6-versnellingsbak-handgeschakeld | 6-versnellingsbak-Geartronic |
| Versnellingsbak Optioneel                                 | ––                               | 6-versnellingsbak-Powershift     | 6-versnellingsbak-Powershift     | 6-versnellingsbak-Powershift     | –                            |
| Aandrijving                                               | FWD                              | FWD                              | FWD                              | FWD                              | AWD                          |
| Sprint 0 tot 100 km/h                                     | 9,7 s                            | 8,5 s [9,2 s]                    | 7,9 s [8,4 s]                    | 7,5 s [7,7 s]                    | 6,2 s                        |
| Topsnelheid                                               | 205 km/h                         | 220 [220] km/h                   | 230 [230] km/h                   | 230 [230] km/h                   | 250 km/h                     |
| Verbruik (volgens EWG-Richtlijn, gecombineerd per 100 km) | 6,7 l                            | 6,7 l [7,5 l]                    | 8,1 l [8,3 l]                    | 8,1 l [8,3 l]                    | 10,2 l                       |
| CO2-emissie (g/km) gecombineerd                           | 156                              | 156 [176]                        | 189 [194]                        | 184 [193]                        | 237                          |
| Classificatie volgens Europese emissiestandaard           | Euro 5                           | Euro 5                           | Euro 5                           | Euro 5                           | Euro 5                       |

| Motortype                                                 | Dieselmotor                      | Dieselmotor                      | Dieselmotor                      | Dieselmotor                  | Dieselmotor                      | Dieselmotor                  |
| --------------------------------------------------------- | -------------------------------- | -------------------------------- | -------------------------------- | ---------------------------- | -------------------------------- | ---------------------------- |
| Volvo V60                                                 | DRIVe                            | D3                               | D5                               | D5 AWD                       | D5                               | D5 AWD                       |
|                                                           | sinds 02-2011                    | sinds 03-2010                    | 03-2010 tot 05-2011              | 03-2010 tot 05-2011          | sinds 05-2011                    | sinds 05-2011                |
| Cilinderaantal                                            | 4-in-rij                         | 5-in-rij                         | 5-in-rij                         | 5-in-rij                     | 5-in-rij                         | 5-in-rij                     |
| Cilinderinhoud                                            | 1560 cm²                         | 1984 cm³                         | 2400 cm³                         | 2400 cm³                     | 2400 cm³                         | 2400 cm³                     |
| Vermogen bij 1/min                                        | 84 kW (115 PK)/ 3600             | 120 kW (163 PK)/ 3000            | 151 kW (205 PK)/ 4000            | 151 kW (205 PK)/ 4000        | 158 kW (215 PK)/ 4000            | 158 kW (215 PK)/ 4000        |
| Koppel bij 1/min                                          | 270 Nm bij 1750–2500             | 400 Nm bij 1400–2750             | 420 Nm bij 1500–3250             | 420 Nm bij 1500–3250         | 420 Nm bij 1500–3250             | 440 Nm bij 1500–3000         |
| Versnellingsbak Standaard                                 | 6-Versnellingsbak-Handgeschakeld | 6-Versnellingsbak-Handgeschakeld | 6-Versnellingsbak-Handgeschakeld | 6-Versnellingsbak-Geartronic | 6-Versnellingsbak-Handgeschakeld | 6-Versnellingsbak-Geartronic |
| Versnellingsbak Optioneel                                 | ––                               | 6-Versnellingsbak-Geartronic     | 6-Versnellingsbak-Geartronic     | ––                           | 6-Versnellingsbak-Geartronic     | ––                           |
| Aandrijving                                               | FWD                              | FWD                              | FWD                              | AWD                          | FWD                              | AWD                          |
| Sprint 0 tot 100 km/h                                     | 11,3 s                           | 9,4 s [9,4 s]                    | 7,9 s [7,9 s]                    | 8,2 s                        | 7,5 s [7,7 s]                    | 7,7 s                        |
| Topsnelheid                                               | 190 km/h                         | 220 [215] km/h                   | 230 [230] km/h                   | 225 km/h                     | 230 [230] km/h                   | 225 km/h                     |
| Verbruik (volgens EWG-Richtlijn, gecombineerd per 100 km) | 4,5 l                            | 5,5 l [6,1 l]                    | 5,4 l [6,4 l]                    | 6,9 l                        | 4,9 l [6,2 l]                    | 6,4 l                        |
| CO2-emissie (g/km) gecombineerd                           | 119                              | 144 [162]                        | 142 [169]                        | 183                          | 129 [162]                        | 169                          |
| Classificatie volgens Europese emissiestandaard           | Euro 5                           | Euro 5                           | Euro 5                           | Euro 5                       | Euro 5                           | Euro 5                       |

## Tweede generatie (2018–heden)

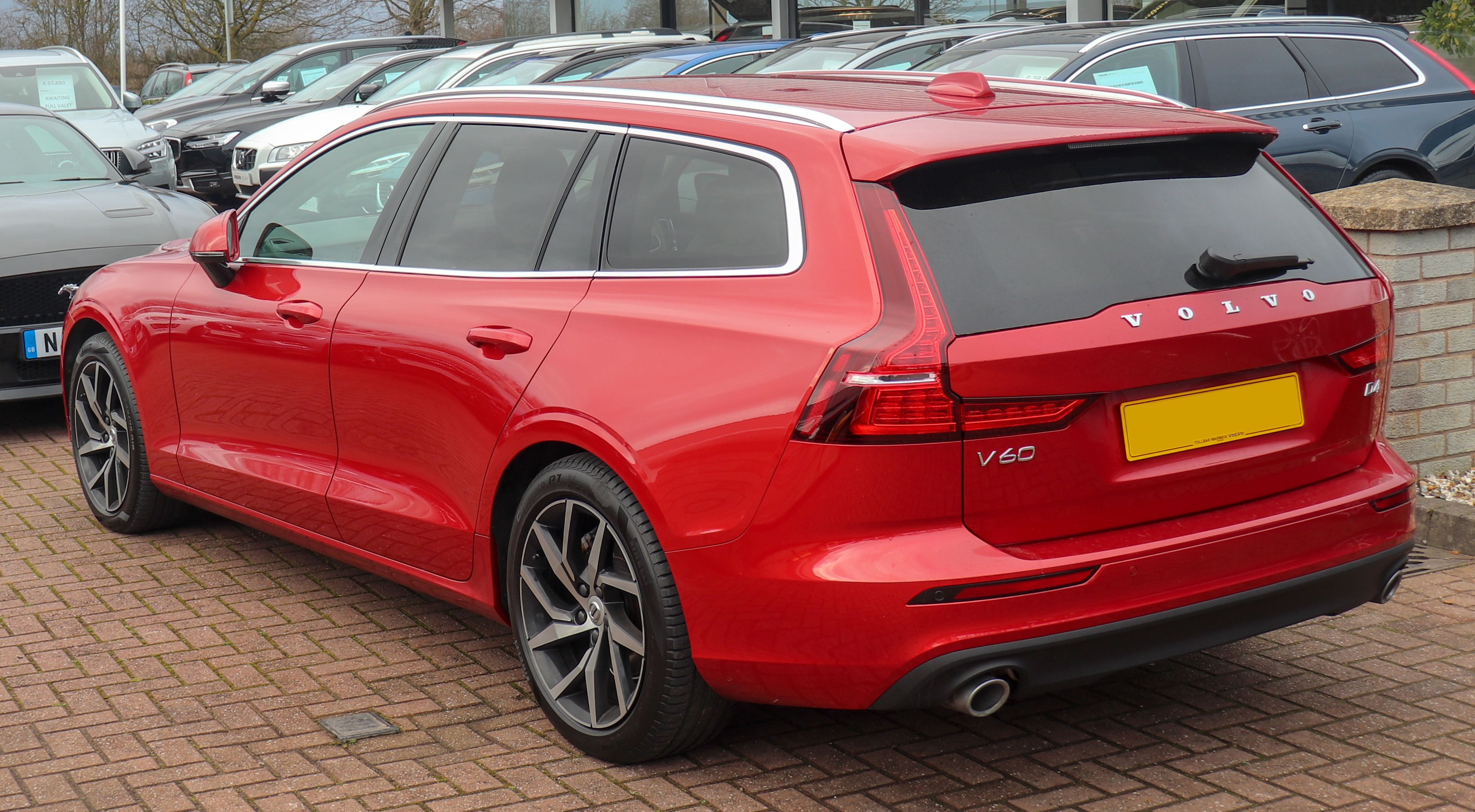
Volvo V60 Momentum

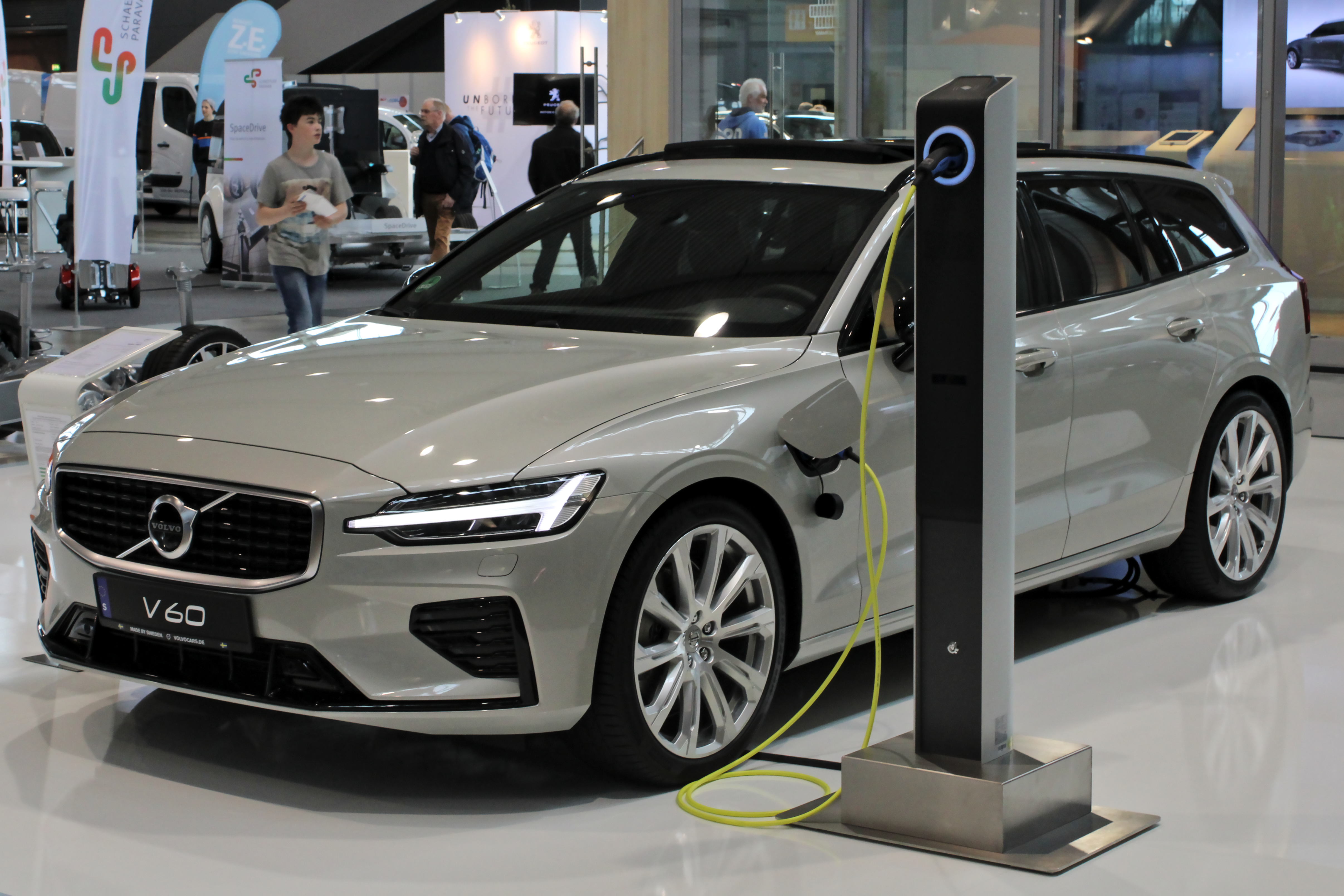
Volvo V60 R-Design Plug-in Hybrid

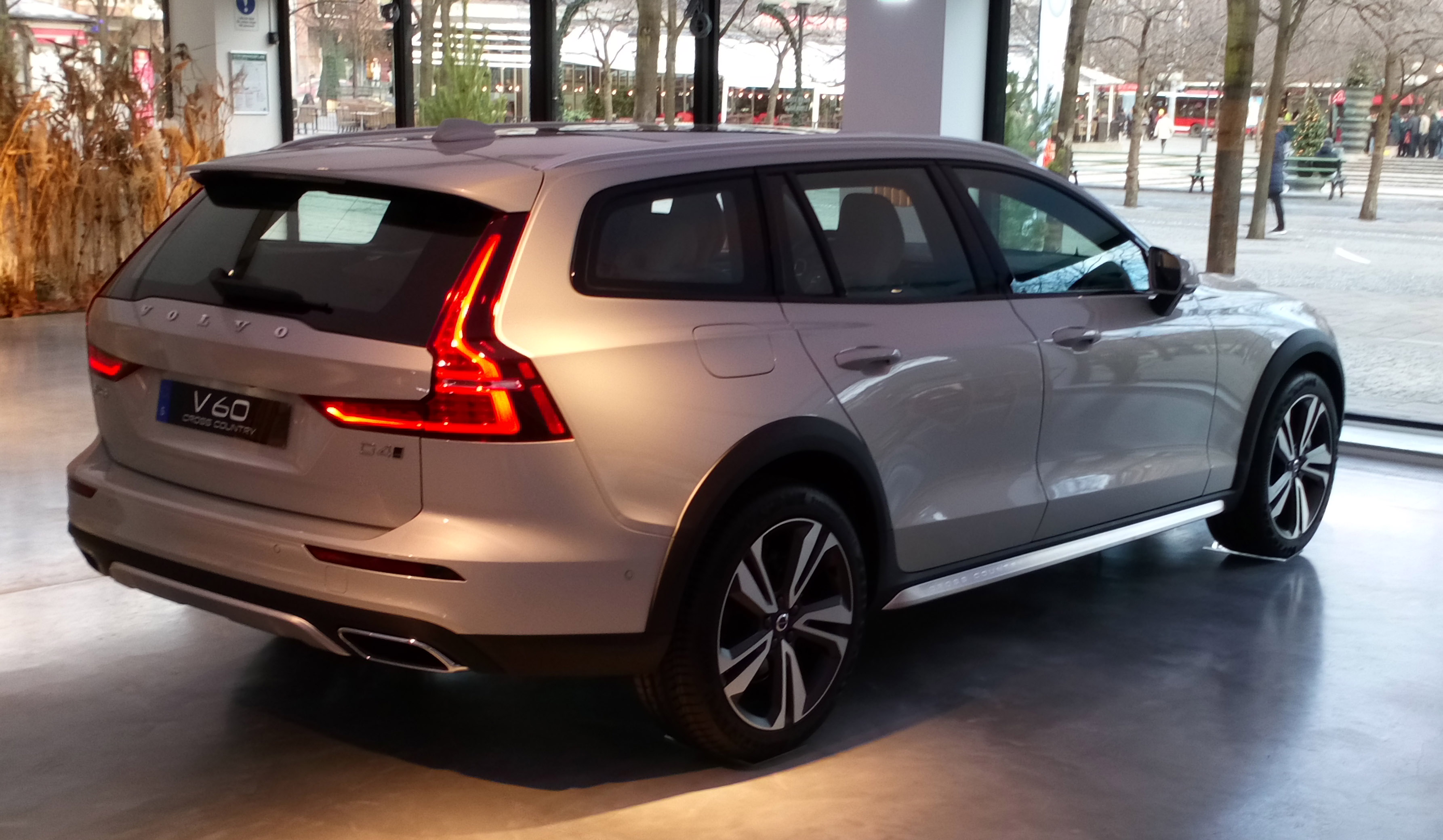
Volvo V60 Cross Country

De tweede generatie van de Volvo V60 werd officieel onthuld op 21 februari 2018 in Stockholm. De productie van deze generatie vindt plaats in Torslanda en in Gent. Naast de introductie van de auto zelf, werd er ook een nieuwe hybrideversie geïntroduceerd; de T6 Twin Engine AWD. De V60 maakt gebruik van het modulaire SPA-platform, wat voor Scalable Product Architecture staat. Het is dezelfde platform dat schuilgaat onder de XC60 en de V90 (de V40 staat op het CMA-platform, Compact Modular Architecture). Het modulaire platform heeft het mogelijk gemaakt dat ten opzichte van het vorige model er meer beenruimte voor- en achterin is. De bagageruimte groeide van 430 naar 529 liter.
De standaarduitrusting omvat zaken als LED-verlichting rondom inclusief de koplampen, dual-zone klimaatregeling, elektrisch bedienbare achterklep, 16-inch lichtmetalen wielen, en 9-inch touchscreen met Sensus Connect-infotainment. Ook aan veiligheid is uiteraard gedacht. City Safety met Autobrake is standaard op elke V60 en herkent fietsers, voetgangers en grote dieren, ook in het donker. Een wereldprimeur is volgens Volvo dat het systeem ook automatisch remt om de impact bij frontale botsingen te reduceren.
De V60 is in verschillende uitrustingsniveaus beschikbaar ("Business Pro", "Momentum", "R-Design", "Inscription") met wisselend het accent op luxe en/of sportiviteit. Tevens is er de V60 Polestar Engineered, een extra sportieve variant, beschikbaar met de krachtigste T8 Twin Engine plug-in hybride aandrijfsysteem met geoptimaliseerde motorsoftware van Polestar en een chassis dat onderdelen bevat van Öhlins en Brembo voor een aangepaste, nog meer sportieve rijbeleving.

### Cross Country
In September 2018 werd de tweede generatie V60 onthuld als Cross Country. De Cross Country heeft 75 millimeter meer bodemvrijheid dan het reguliere model en is standaard uitgerust met AWD. Vooralsnog is de Cross Country alleen verkrijgbaar met reguliere verbrandingsmotoren en niet in een hybride uitvoering.

### Motoren
| Type | Motorcode | Jaren      | Vermogen bij aantal toeren | Koppel bij aantal toeren | Cylinderinhoud | Overig   |
| ---- | --------- | ---------- | -------------------------- | ------------------------ | -------------- | -------- |
| T5   | B4204T26  | 2018–heden | 250 pk bij 5500            | 350Nm bij 1800–4800      | 1969 cc        | I4 turbo |
| T6   | B4204T29  | 2018–heden | 310 pk bij 5700            | 400Nm bij 2200–5100      | 1969 cc        | I4 turbo |

| Type | Motorcode | Jaren      | Vermogen bij aantal toeren | Koppel bij aantal toeren | Cylinderinhoud | Overig        |
| ---- | --------- | ---------- | -------------------------- | ------------------------ | -------------- | ------------- |
| D3   | D4204T16  | 2018–heden | 150 pk bij 3750            | 320Nm bij 1750–3000      | 1969 cc        | I4 turbo      |
| D4   | D4204T14  | 2018–heden | 190 pk bij 4250            | 400Nm bij 1750–2500      | 1969 cc        | I4 twin-turbo |

| Type               | Motorcode | Jaren      | Vermogen bij aantal toeren            | Koppel bij aantal toeren | Cylinderinhoud | Overig   |
| ------------------ | --------- | ---------- | ------------------------------------- | ------------------------ | -------------- | -------- |
| T6 Twin Engine AWD | B4204T46  | 2018–heden | 253 pk bij 5500 (+88 pk elektromotor) | 350Nm bij 1700–5000      | 1969 cc        | I4 turbo |
| T8 Twin Engine AWD | B4204T24  | 2018–heden | 303 pk bij 6000 (+88 pk elektromotor) | 400Nm bij 2200–4800      | 1969 cc        | I4 turbo |